# ゴールデン・セレブレーション

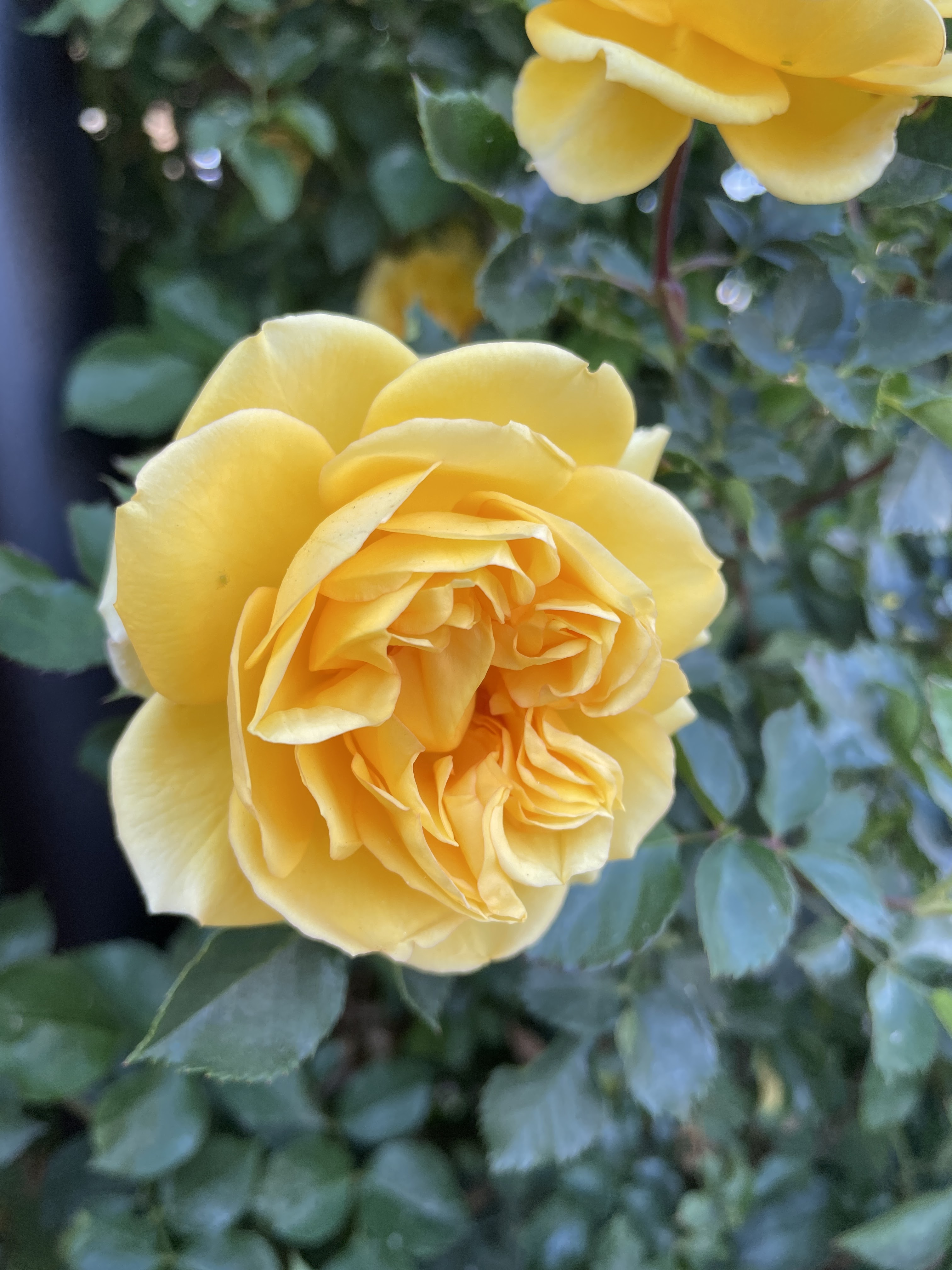
ゴールデン・セレブレーション

ゴールデン・セレブレーションは、バラの園芸品種の1つ。1992年にイギリスで、デービッド・C.H.オースチンによって作出された。
返り咲きのイングリッシュローズ。交配種は、チャールズ・オースチン×アブラハム・ダービー。樹形は半直立性の大型シュラブで、樹高は書籍により大幅な差があり、1.2-2.5mになる。株張りが120cmと横に広がるので植え付けには十分な場所が必要。花の色は山吹色、カップ咲きまたは丸弁カップ咲きで花径10-12cmの大輪を咲かせる。つぼみには赤みが差す。外弁はやや反りかえる。花が大きく重いので、うつむいて咲く。強香種で、ティーローズの香りにフルーツ香が混ざったような芳香がある。強健種で、日照不足や半日陰でも育つ。耐病性があるとの評もある。枝に棘は少なく、しなやかで誘引しやすい。2000年にイギリスで「2000年バラ賞」を受賞した。交配親としても重要で、ウィズリー、ジャネット、ジュビリー・セレブレーションなどを生み出した。

### 注
1. ↑  ただし、四季咲きと書く本もある[2]。